# La tigre (film 1911)
La tigre è un cortometraggio muto italiano del 1911 diretto da Luigi Maggi.